# 오시마 다다모리
오시마 다다모리(일본어: 大島理森, 1946년 9월 6일 ~)는 일본의 전 정치인으로, 자유민주당 소속 중의원 의장과 자유민주당 부총재를 재임했다. 게이오기주쿠 대학 법학부 법률학과를 졸업하고 마이니치 신문의 기자로 활동했다.

## 정계
아오모리 현의회 의원을 거쳐 1983년 제37회 일본 중의원 의원 총선거에서 처음 당선된 이후 11회 연속 당선된다. 신문기자 출신 의원답게 1985년 자유민주당이 나카소네 야스히로 당시 총리 하에 국회에 제출한 '스파이 방지법안' (우리나라 국가보안법과 유사하다) 에 적극 반대하는 등 온건주의적 정책에 밝았지만, 외교면에 있어서는 강경파의 자세를 취하면서도 강경과 온건사이를 오가는 자세를 취하게 된다.
자유민주당 국회대책위원장을 두 차례 역임하여 역대 위원장 중 최장 임기 기록을 보유한다. 대책위원장 시기에 쌓은 여러 정책에 의해 노나카 히로무, 코가 마코토, 세이와 정책연구회, 공명당 주요 인사 등 당 안팎의 좌우 이데올로기를 초월한 인맥을 가졌다.

#### 고이즈미 정권
국회대책위원장으로서의 평가가 높아 고이즈미 내각에서 농림수산대신으로 입각했지만 2003년 4월 1일 사임한다.

#### 아베 정권
제1차 아베 신조 개조내각에 관련되어 아소 다로 당시 간사장과의 인맥으로 국회대책위원장에 취임한다. 아베 총리 퇴임 후 자민당 총재 선거에서 명확한 의사 표시를 피하면서도 아소에 대한 지지를 표명했다.

#### 아소 정권
2008년 11월 10일 자유민주당 임원회의에서 아소 총리가 최근 학생들과 가진 선술집 간담회를 언급하며 "안주는 임연수어 조림인가 그런 것이었다"고 말했다. 그러자 오시마는 "그런 것은 존재하지 않는다 임연수어는 조림은 없고 구이만 있다"라고 면박을 줬다.(임연수어 조림은 실재는하지만 일반적인 것은 아니다) 12월 1일 자민당 국회대책위원장으로 통산 재직기간이 1128일이되어, 나카가와 히데나오를 제치고 역대 1위를 차지했다. 그러나 연속 재직기간은 나카가와가 1위다.
2009년 8월 30일에 열린 제45회 일본 중의원 의원 총선거에 아오모리 3구에서 출마한다. 아오모리현 건설협회의 추천을 받아 차점 민주당 타나부 마사요와의 표차가 367표라는 대접전을 제치고 9선의원에 성공한다. 또한, 아사히 방송과 일본 TV계의 선거 결과는 오시마의 선거구에서 낙선으로 보도하여 오시마는 이에 '지지자에 대한 사죄 회견'까지 갔는데 나중에 오보인 것이 판명되었다. 이로 두번 울었다는 지지자도 있었다.

#### 이후
2010년 9월 9일 자유민주당 부총재직 임명이 확정되어 이미 참의원에 당선된 오시마의 교체에 대해 반발이 많았지만 당내 세대교체론과 절충 균형을 형태로 부총재에 오르는 형태가 나오게 된다. 따라서 당내 선거대책과 국회대책에서는 계속 오시마의 의향이 강하게 작동하고 실제 선거준비와 여야 협의를 둘러싸고 오시마의 움직임이 보도되는 경우가 많았다. 특히 2011년 동일본 대지진 이후 여야 협력의 기운 속에서 민주당의 실력자였던 센고쿠 요시토와 대연정을 고려한 협의를 간헐적으로 실시하고 있었지만 간 나오토 당시 총리가 총리직을 사임할 가능성이 높아보인다는 이야기가 있어서 실현에는 이르지 못한다.
2012년 9월에는 부총재직을 퇴임하고 후임 부총재 고무라 마사히코를 위시해 반초 정책연구소를 열고 회장이 되어 본격적으로 오시마파를 만들기에 이른다. 아오모리현 출신이 파벌 대표에 취임하는 것은 헤이세이 연구회 회장 쓰시마 유지 전 의원에 이어 두 번째이다.

#### 중의원 의장
2015년 4월 21일 뇌경색으로 인해 사임한 마치무라 노부타카의 후임으로 국가의 삼권대표 중 한 명인 중의원 의장에 선출되었다. 이로써 첫 전후 출생 의장, 첫 아오모리 현 출신 의장이라는 타이틀을 보유한다. 의장 취임에 따라 자민당 계파를 이탈하고 반초 정책연구소 회장도 산토 아키코에게 양보한다. 의장 재임중인 2017년 7월 3일에 반초 정책연구소는 위공회 (아소파, 천원회와 합류해 아소 다로가 주축이 되는 새로운 파벌 지공회를 설립, 활동했었다. 2021년 10월 14일에 일본 중의원 해산을 선언하고 그는 불출마 및 정계은퇴를 선언했다. 

## 역대 선거 결과
|  | 0% |

|  | 0% |

|  | 21.4% |

|  | 20.2% |

|  | 16.0% |

|  | 22.8% |

|  | 52.46% |

|  | 56.61% |

|  | 53.49% |

|  | 53.10% |

|  | 49.48% |

|  | 53.69% |

|  | 51.22% |

|  | 64.03% |